# Guchen
Guchen é uma comuna francesa na região administrativa de Occitânia, no departamento dos Altos Pirenéus. Estende-se por uma área de 5,55 km². Em 2010 a comuna tinha 341 habitantes (densidade: 61,4 hab./km²).